# Amerikaanse claim op Groenland

Kaart die de locatie van de Verenigde Staten (oranje) en Groenland (groen) afbeeldt

De Amerikaanse claim op Groenland verwijst naar verschillende pogingen die de Verenigde Staten hebben ondernomen om Groenland te verwerven, of overwegingen daartoe. Het is een onderwerp dat teruggaat tot de Amerikaanse expansiepolitiek uit de 19e eeuw, maar ook in de 20e eeuw nu en dan opnieuw naar voren kwam in de Amerikaanse politiek. In de 21e eeuw werden de claims uitdrukkelijk nieuw leven ingeblazen door president Donald Trump.

## Geschiedenis

### 19e en 20e eeuw
Sinds de 19e eeuw hebben de Verenigde Staten verschillende pogingen overwogen en ondernomen om Groenland van Denemarken te kopen, zoals ze in 1917 deden met Deens West-Indië (de huidige Amerikaanse Maagdeneilanden), en in 1867 met de aankoop van Alaska van Rusland. De Amerikaanse federale regering overwoog de aankoop van Groenland in 1867, 1910, 1946, en in 1955. De aankoop werd bepleit door de Amerikaanse ministers William Seward en James Byrnes, en privé door vicepresident Nelson Rockefeller. 

### Eerste termijn Donald Trump
Tijdens de eerste presidentstermijn van Donald Trump (2016-2020) had deze al eens laten blijken dat hij belangstelling toonde voor Groenland, een onderdeel van het Koninkrijk Denemarken. Dit grootste eiland ter wereld heeft een economisch en militair strategische ligging aan de noordzijde van Noord-Amerika en Europa en is een vindplaats van zeldzame en kostbare grondstoffen. Trumps wens om Groenland van Denemarken te kopen kwam in de zomer van 2019 naar buiten. De Deense regering bij monde van premier Mette Frederiksen reageerde volledig afwijzend: "Groenland is niet te koop."

### Tweede termijn Donald Trump
Nadat Trump in 2024 was herkozen en hij op 20 januari 2025 opnieuw aantrad als Amerikaanse president, bracht hij het onderwerp opnieuw ter sprake. Wederom reageerde Denemarken met een categorische afwijzing van zijn plannen. Wel kon er gesproken worden over meer economische samenwerking over Groenland, zo gaf de Deense regering aan.
Omdat premier Fredriksen en haar regering de claim van Trump serieus namen, werd het een onderwerp dat Denemarken aanzette tot versterking van de Deense defensie. Ook begon de premier een tour lang diverse Europese partners om de kwestie te bespreken.
Tijdens een toespraak tot het Congres op 4 maart 2025 zei Trump dat het aan de Groenlanders zelf is om de toekomst van Groenland te bepalen, een standpunt dat al door zowel Denemarken als Groenland werd ingenomen, en zei hij de Groenlanders te verwelkomen als onderdeel van de Verenigde Staten, als zij daarvoor zouden kiezen.
Later die maand leek de Amerikaanse druk op Groenland te worden verhoogd met een niet met de Deense of Groenlandse regering afgesproken bezoek van Trumps veiligheidsadviseur Michael Waltz aan het Amerikaanse consulaat op Groenland en van Usha Vance, de echtgenote van vicepresident J.D. Vance. De Deense premier Mette Frederiksen noemde deze bezoeken 'onacceptabel'. Ook de Groenlandse premier Múte Egede uitte kritiek. J.D. Vance verklaarde, na de ontstane ophef, zich ook bij het naar Groenland afreizende gezelschap te voegen. Aanvankelijk zou het gezelschap afreizen naar een op Groenland beroemde sledehondenrace, maar later werd hiervan afgezien en werd de Amerikaanse militaire basis de enige bestemming. Aldaar hield J.D. Vance een toespraak waarin hij benadrukte dat volgens hem Groenland beter af is onder Amerikaans dan onder Deens bestuur, onder andere vanwege vermeende dreigingen vanuit Rusland en China. Denemarken reageerde geprikkeld op het bezoek en de uitingen van Vance, onder andere bij monde van Lars Løkke Rasmussen, de minister van Buitenlandse Zaken. Ook waren er in Deense steden demonstraties tegen de Amerikaanse bemoeienis met Groenland.